# Boušice
Boušice (též Bohušice, německy Bouschitz) je vesnice, část okresního města Benešov. Nachází se na východě Benešova. Boušice leží v katastrálním území Benešov u Prahy o výměře 40,24 km².

## Historie
První písemná zmínka o vesnici pochází z roku 1318.
Panoš Adam z Bohušic měl část podacího práva kostela v Okrouhlici a roku 1369 se stal klerik Bernard z Bohušic místním farářem. Roku 1598 připadla obec s tvrzí Mrač a dalším zbožím Adamovi mladšímu z Valdštejna, následně pak jeho synem Janem Viktorýnem jako splátka dluhu připadla roku 1648 Václavovi, hraběti z Vrbna a z Bruntálu. V berní rule je pak roku 1654 uváděna pod panstvím Konopiště.
Od roku 1950 se k obci řadí i osada Nechyba (Nechyba II. díl). V roce 1874 je zde doložen zájezdní hostinec "Na Nechybě" a kovárna při Pelhřimovské císařské silnici – dnes II/112.
V letech 1869–1950 byla vesnice součástí obce Dlouhé Pole a od roku 1961 se stala součástí města Benešov.

## Obyvatelstvo
| Rok            | 1869 | 1880 | 1890 | 1900 | 1910 | 1921 | 1930 | 1950 | 1961 | 1970 | 1980 | 1991 | 2001 | 2011 | 2021 |
| -------------- | ---- | ---- | ---- | ---- | ---- | ---- | ---- | ---- | ---- | ---- | ---- | ---- | ---- | ---- | ---- |
| Počet obyvatel | 99   | 91   | 77   | 73   | 63   | 69   | 71   | 41   | 35   | 35   | 30   | 26   | 33   | 34   | 49   |
| Počet domů     | 11   | 11   | 11   | 11   | 10   | 10   | 11   | 11   | 11   | 10   | 8    | 10   | 11   | 12   | 12   |